# Thechikottukavu Ramachandran
Thechikkottukavu Ramachandran (nacido c. 1964
) es un elefante indio propiedad de Thechikottukavu devasom, un templo en Kerala.Comúnmente conocido como Raman, es el elefante cautivo vivo más alto de Asia, llegando a los 314 cm de altura.
El elefante, parcialmente ciego, juega un papel clave en varios festivales en el Estado de Kerala. En 2018, 50 000 espectadores se reunieron para ver a Raman iniciar el Thrissur Pooram en el templo Vadakkumnathan de Thrissur.Sin embargo, se le ha prohibido su exhibición pública en múltiples ocasiones.

## Incidentes
En varias ocasiones se ha prohibido el uso del elefante en estas festividades por las autoridades por causar la muerte de entre 13 y 15 personas y al menos otros tres elefantes. Personas cercanas a Ramachandran afirmaron que el elefante nunca mató a personas intencionalmente, sino accidentalmente. Gracias a su fama se ha conseguido que se levante la prohibición se le ha permitido seguir participando en festivales. Tanto el elefante como sus mahouts han sido objeto de críticas por parte de los medios de comunicación y otros propietarios de elefantes. En 2015 intentaron matar a Ramachandran mezclando una espada entera y otros cuatro partes de este tipo de arma en su alimento.

## Thrissur Pooram
Desde 2011, Ramchandran ha interpretado el Poora Vilambaram en Thrissur Pooram, el festival de Pooram más grande. El elefante empuja la puerta de entrada sur del templo Vadakkunnathan, marcando el comienzo del festival religioso. Después de un incidente de 2019 en el que Ramachandran pisoteó a dos personas hasta la muerte, se prohibió exhibir al animal en los festivales del templo. El elefante recibió permiso condicional para participar en Thrissur Pooram el 11 de mayo de 2019, después de que un equipo de tres veterinarios hiciera que el elefante pasara una prueba de aptitud y realizara un examen médico.